# 伊朗水库地震台网
伊朗水库地震台网（英語：Iran Reservoir Seismic Network），是伊朗政府直属的一个地震台网，是伊朗全国的四大地震台网之一，也是其中最小的一个。该台网同时负责伊朗国内水库的地震监测和预警工作。
地处阿拉伯板块和亚欧板块隐没带的伊朗是地震多发的国家，历史上曾多次发生重大地震。但长期以来，伊朗的水库大坝建设与运营单位分离，这导致水库大坝的安全性受到严重威胁，遭遇地震时不能及时进行应急处置。因此，伊朗政府组建了伊朗水库地震台网，对全国各大型水库进行了重点监测。该地震台网一般不对外公布地震监测信息。
伊朗水库地震台网一般在水库库区建立一个含4至6个个短周期地震计的监测台网，此外往往还会在大坝坝体上安装4至6个个加速度计以监测强震。记录数据采用短波或专用电缆传输，数据中心建立在大坝附近的大坝管理中心，以便于水库管理当局及时作出应变。伊朗水库地震台网的监测台站一般设有强震加速度计、峰值加速度计、水压计、地震验波器和预警用垂直加速度计，整体设施较为简陋，该台网甚至不能计算地震规模。